# Strophurus rankini
Strophurus rankini är en ödleart som beskrevs av  Storr 1979. Strophurus rankini ingår i släktet Strophurus och familjen geckoödlor. Inga underarter finns listade i Catalogue of Life.